# Siegmund Robinow
Siegmund Robinow (* 9. Juli 1808 in Hamburg; † 15. Juli 1870 ebenda) war ein Hamburger Kaufmann und Abgeordneter. Aus heutiger Sicht würde man ihn auch als Manager bezeichnen.

## Leben
Robinow führte ab 1840 zusammen mit seinen Brüdern die von seinem Vater gegründete Handelsfirma fort. Sein Vater Marcus Robinow hatte die Firma „Robinow, Goldschmidt & Co.“, seit 1826 unter dem Namen „M. Robinow“ geführt. Robinows Brüder leiteten die Filialen in Leith und Glasgow unter dem Namen „Robinow & Marjoribanks“. 1848 wurde die Firma aufgespalten. Die Firma „M. Robinow & Söhne“ wurde 1849 zahlungsunfähig, Robinow wurde ab 1851 Hamburger Agent von „C. I. Hambro & Sohn“, London und Teilhaber des „Elbkupferwerkes“. Ab 1855 hatte er die Leitung der „Elb-Zuckersiederei“ übernommen und war dann für „Joh. Ces. Godeffroy & Sohn“ als beteiligter Prokurist tätig. Während der Handelskrise 1857 führte er „aushilfsweise“ den Vorstand der Norddeutschen Bank, bevor er 1858 die Leitung der Reiherstiegwerft übernahm.
Da Robinow wieder für eigene Rechnung tätig sein wollte, beschloss er, sich zusammen mit seinem ältesten Sohn wieder selbstständig zu machen. Er gründete am 1. Juli 1859 zusammen mit seinem Sohn Hermann Robinow die Firma „Siegmund Robinow & Sohn“ in Hamburg. 1861 trat der Sohn Johannes Robinow (1838–1897), 1873 auch der Sohn Carl als Teilhaber in die Firma ein. Siegmund Robinow war mit Therese Dieseldorff (1810–1890) verheiratet gewesen.

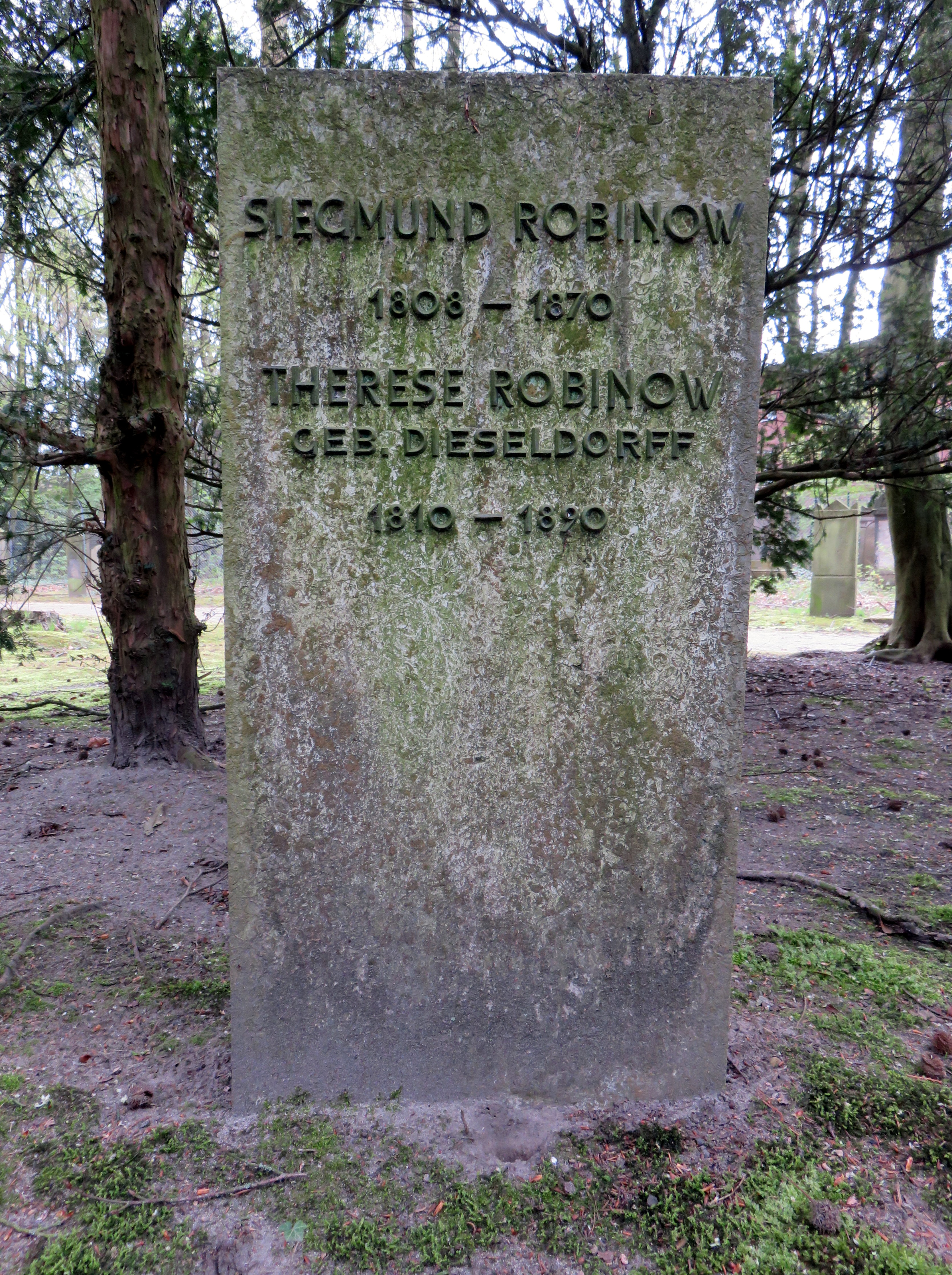
Gedenkstein Siegmund Robinow, Jüdischer Friedhof Ilandkoppel

Robinow gehörte von 1859 bis 1867 der Hamburgischen Bürgerschaft an. Dabei wurde er 1859 in den allgemeinen Wahlen gewählt, 1863 war er als Steuerschätzbürger mandatiert und vertrat in den folgenden Jahren die Steuerdeputation.
Robinow spielte eine kleine Rolle während des Staatsbesuches des preußischen Königs Wilhelm 1868 in Hamburg. Als Teil des Staatsbesuches war am 20. September eine Rundfahrt auf der Elbe auf dem neuen Dampfer „Hammonia“ auf Einladung der HAPAG angesetzt. Der König und ausgewählte Gäste fuhren bei strömenden Regen von Hamburg nach Stade und zurück. Auf der Rückfahrt lief die „Hammonia“ auf Höhe von Teufelsbrück auf eine Sandbank. Auch ein kleineres Reserve Dampfschiff lief sich fest. Robinow, der mit einer kleinen Gesellschaft auf einem gecharterten Schiff die Fahrt begleitet hatte, bot an, da nach einigen Stunden und verschiedenen Manövern die beiden Schiffe nicht frei kamen, den König mit dem von ihm benutzten Tügboot nach Hamburg zu bringen. Das Angebot wurde angenommen und der König und ausgewählte Herren fuhren nach Hamburg, während Robinow und seine Gesellschaft auf ein festliegendes Schiff wechselten.
In der Ehrenanlage im Bereich „Grindelfriedhof“ auf dem Jüdischen Friedhof Ohlsdorf (Ilandkoppel) wird mit einem Gedenkstein an Siegmund Robinow und seine Ehefrau erinnert.